# FIFA Football 2005
FIFA Football 2005, também conhecido como FIFA Soccer 2005 ou simplesmente FIFA 2005, é um jogo de futebol lançado em 2004. Foi desenvolvido pela EA Canada e publicado pela Electronic Arts. Foi lançado para PlayStation, PlayStation 2, Microsoft Windows, Xbox, PlayStation Portable, GameCube, celulares, Gizmondo, N-Gage e Game Boy Advance. O slogan para o jogo era: "Um grande jogador precisa de um grande toque em primeiro lugar." FIFA 2005 foi o décimo segundo jogo da série FIFA, o nono em 3D e foi o último jogo lançado na América do Norte para o PlayStation.

## Demo deFIFA 05
A demo do FIFA 05 conta com os times Arsenal, Manchester United, Barcelona, Chelsea, RSC Anderlecht, Milan, Juventus, FC Porto, KVC Westerlo e Real Madrid e pode ser jogado o primeiro tempo de uma partida de 3 minutos.